# Нижняя долина Рио-Гранде
Нижняя долина Рио-Гранде (англ. Lower Rio Grande Valley), известная также как Долина Рио-Гранде (англ. Rio Grande Valley, исп. Valle del Río Grande) или RGV — регион на границе США и Мексики, расположенный в пойме реки Рио-Гранде недалеко от её устья. Регион включает самую южную оконечность Южного Техаса и северную часть штата Тамаулипас Мексики. В его состав входят города США  Браунсвилл, Харлинген, Веласко, Фарр, Мак-Аллен, Эдинберг, Мишшен, Рио-Гранде-Сити, Реймондвилл и метрополии Мексики Матаморос, Рио-Браво и Рейноса. Из-за особенностей приграничной территории и наличия трансграничных агломераций население региона как правило говорит на двух языках, английском и испанском, или на их смеси — спанглише. Здесь расположены одни из самых бедных городов США, а также множество беднейших некорпоративных сообществ, называемых колониями. Зимой в регионе происходит заметный сезонный приток «зимних техасцев» — людей, приезжающих с севера на зиму, а затем возвращающихся на север до наступления лета.

## История

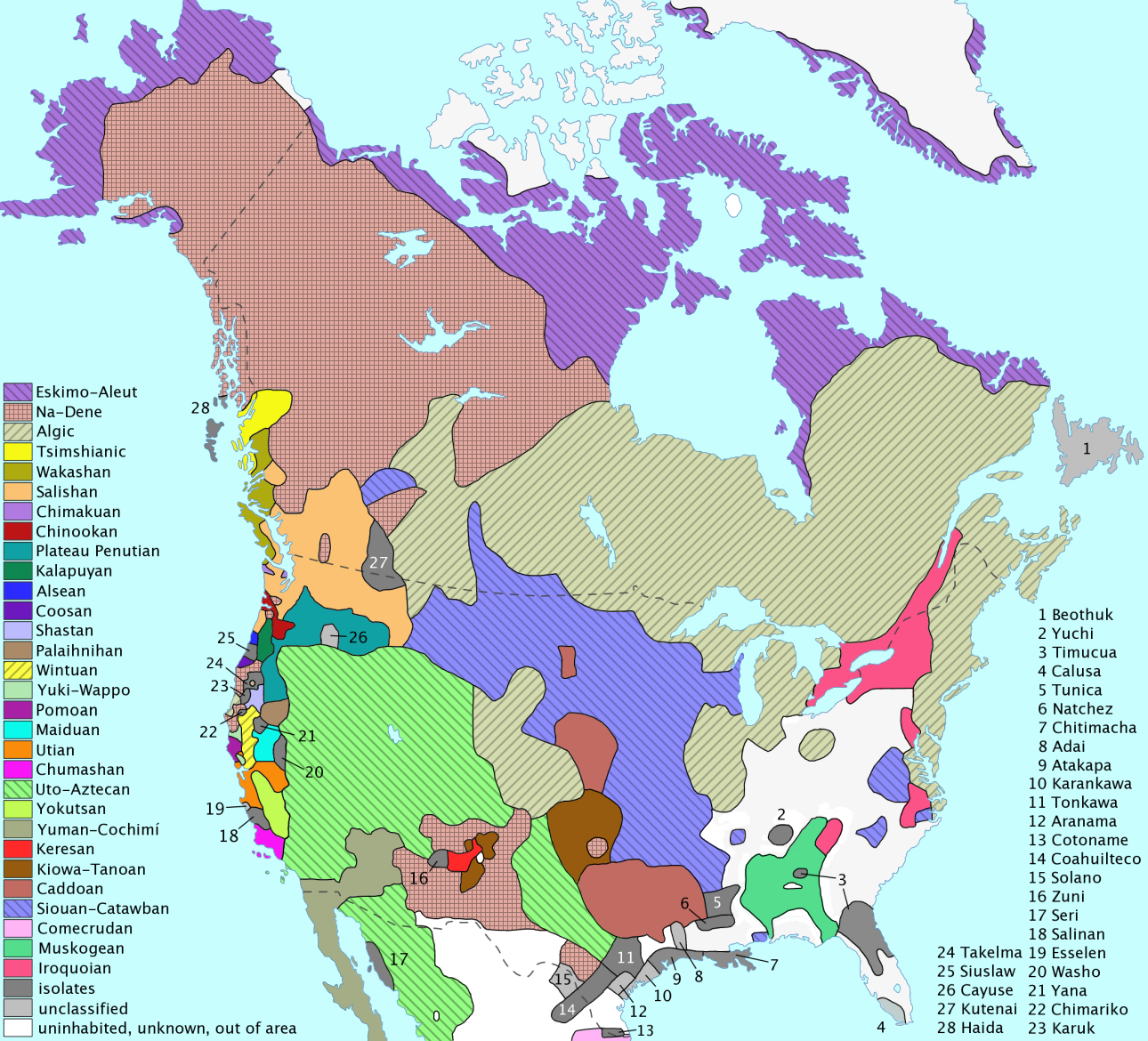
Карта коренных народов Северной Америки

### Доколонизационное время
До прихода Испании территорию населяли небольшие племена Коавильтеков, которые были в основном охотниками и собирателями. Археологические раскопки недалеко от Браунсвилла выявили доказательства доисторической торговли ракушками.

### Испанская колонизация

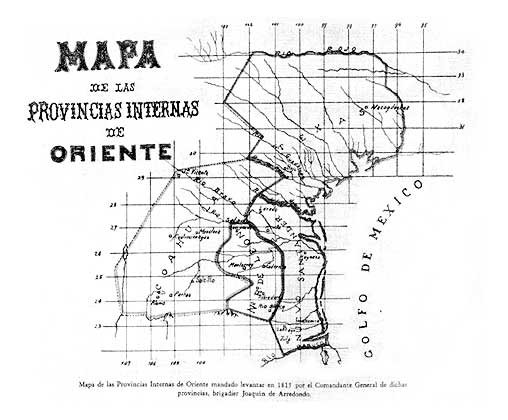
Карта испанских колоний на берегу Мексиканского залива в 1815 году

Первоначально испанцам было трудно завоевать территорию долины из-за различий в местных языках, поэтому они в основном сосредоточились на побережье Мексиканского залива. Кроме того в рядах испанских завоевателей были конфликты на почве того, кто должен завоевать новый регион. Aнтонио Ладрон де Гевара хотел колонизировать регион, но Вице-король Новой Испании Хосе Тиенда де Куэрво усомнился в характере Ладрона де Гевары, что в конечном итоге привело к королевской декларации Испании, запрещающей тому участвовать в усилиях по колонизации.
Первыми испанскими поселениями в регионе стали Ларедо и Рейноса. В 1805 году испанское правительство укрепило автономию региона, определив провинцию Новый Сантандер как территорию к югу колонии Техас от реки Нуэсес на юг до Тампико, Чаркаса и Валлеса. Местному правительству региона вплоть до 1812 года приходилось вести множество различных войн с коренными народами. В 1821 году, после войны за независимость Мексики, штат был переименован в Тамаулипас.

### Республика Техас и аннексия США

Карта Республики Техас в 1841 году

Война за независимость Техаса 1835 — 1836 годов поставила большую часть того, что сейчас называется долиной Рио-Гранде, под оспариваемый суверенитет Техаса, регион стал воротами в Мексику для беглых рабов.
В 1844 году Соединенные Штаты под руководством президента Джеймса Полка аннексировали Республику Техас несмотря на протесты Великобритании и Мексики. Конфликт поспособствовал началу Американо-мексиканской войны. В районе реки Рио-Гранде произошло несколько крупных сражений, в том числе сражение при Ресака-де-ла-Пальма около Браунсвилла. В 1848 году война окончилась, был подписан договор Гуадалупе-Идальго, определившего новую границу между Мексикой и США вдоль реки Рио-Гранде. Смена правительства привела к массовой миграции из Тамаулипаса на берег реки, расположенный в Соединенных Штатах.
После окончания Американо-Мексиканской войны население долины начало расти, фермеры начали разводить в этом районе крупный рогатый скот. Несмотря на официальное окончание войны в 1848 году, межрасовые конфликты между коренными народами и белыми поселенцами из-за земли продолжались вплоть до 1920-х годов.

### Начало 1900-х и Мексиканская революция

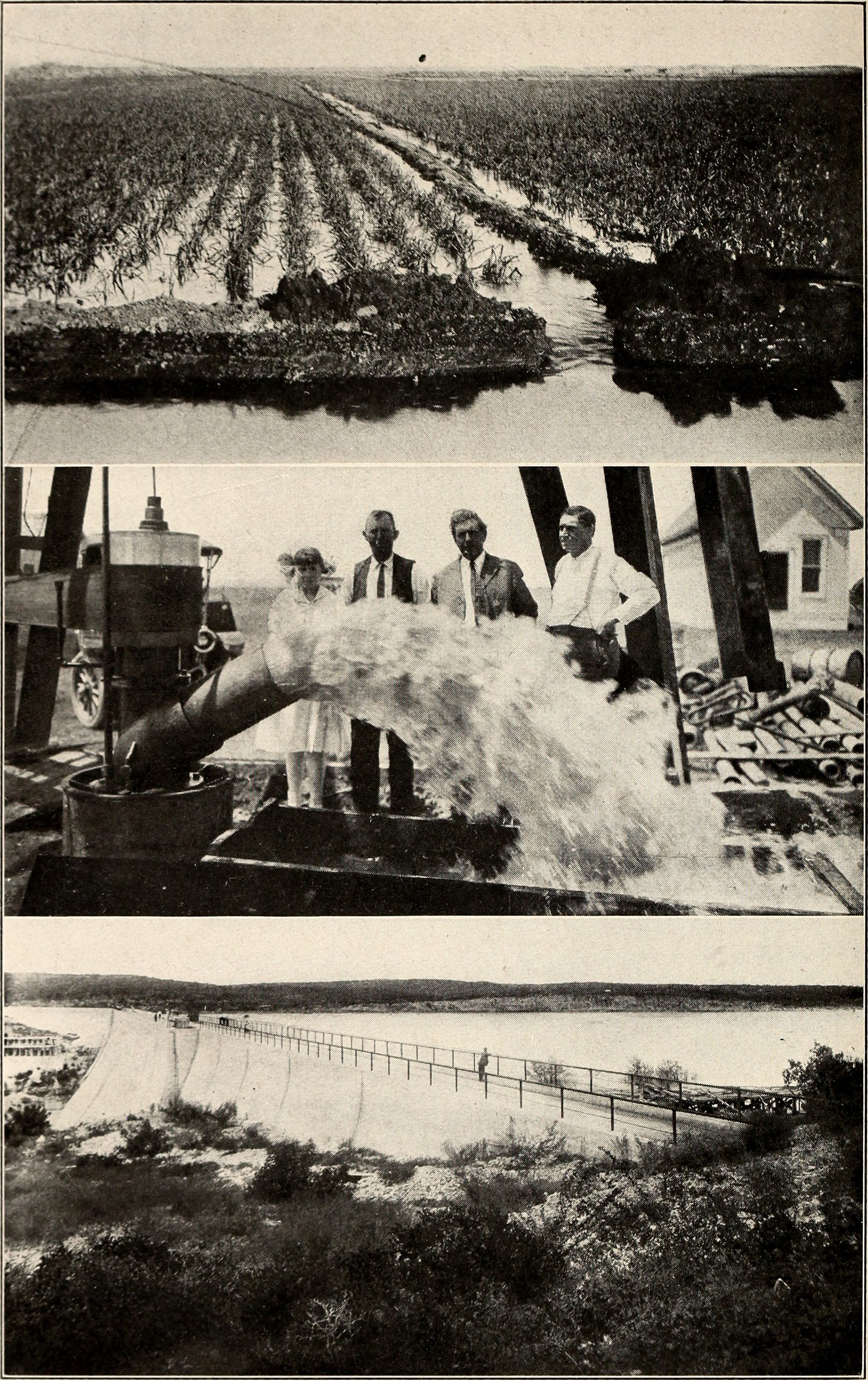
Поля с ирригацией в пригороде Сан-Бенито, 1916 год

На рубеже XX века торговля и иммиграция между Мексикой и Соединенными Штатами были нормальной частью жизни общества. Строительство железной дороги «Сент-Луис — Браунсвилл — Мексика» в 1903 году и орошение реки Рио-Гранде позволило долине Рио-Гранде превратиться в прибыльные сельскохозяйственные угодья. Засухи в 1890-х и начале 1900-х годов вызвали уход мелких фермеров и скотоводов, потерявших свои земли. Богатые белые поселенцы, приехавшие по железной дороге, купили землю и вытеснили Техано, прежде владевших ранчо.
Тем временем на другом берегу реки в Мексике произошла революция, которая затронула на территорию США благодаря трансграничным рейдам за припасами. В ответ президент Тафт направил в регион Армию США. С 1911 по 1916 годы большая часть вооруженных сил Соединенных Штатов была размещена в регионе. Губернатор Техаса Оскар Колкуитт также направил в этот район Техасских рейнджеров для поддержания мира между мексиканцами и американцами.
В регионе произошло несколько хорошо известных конфликтов, в том числе реакция на План Сан-Диего и насилие на расовой почве со стороны техасского рейнджера Гарри Рэнсома. В 1921 году пограничный патруль США прибыл в регион менее чем с 10 офицерами. Первоначально агентство было сосредоточено на импорте и экспорте товаров, особенно алкоголя во время сухого закона в США, но позже перешло к задержанию нелегальных иностранцев.

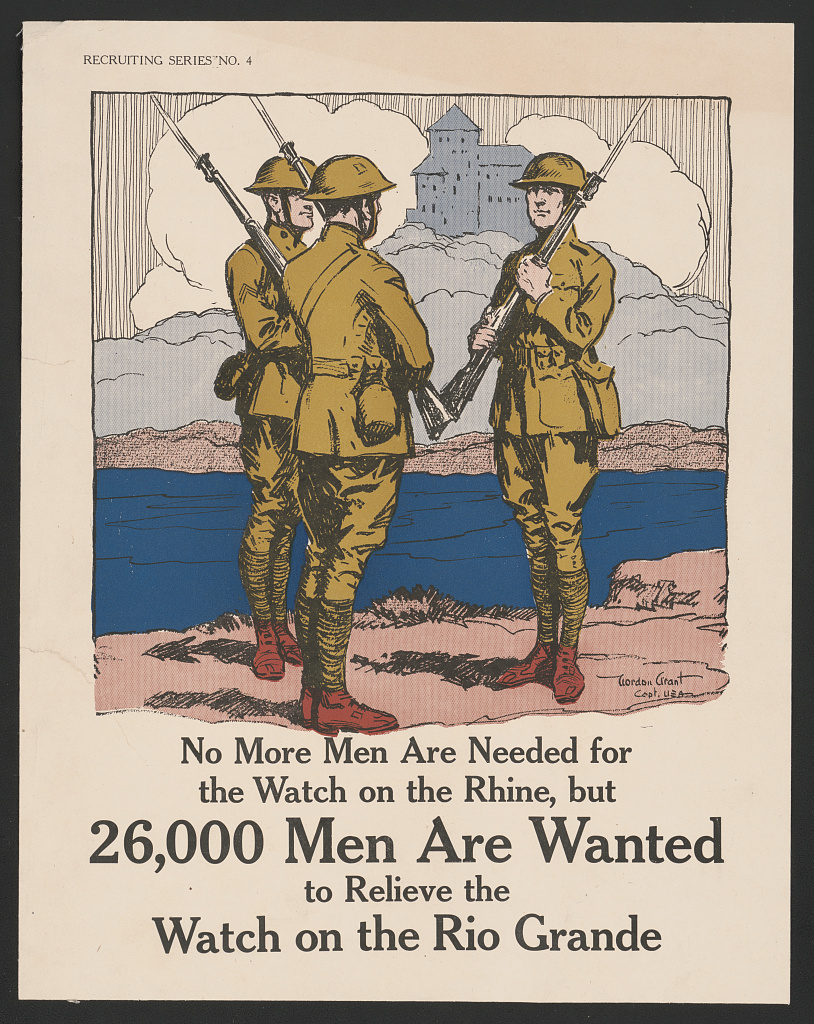
Плакат с набором мужчин для службы в армии США вдоль Рио-Гранде

В связи с получение телеграммы Циммермана, во время Первой мировой войны в регионе значительно увеличилось количество агентов пограничного патруля. Техасские рейнджеры также увеличили свое присутствие в качестве правоохранительных органов в регионе, выпустив новый класс рейнджеров, специализирующийся на определении лояльности Техано. Рейнджеры часто проявляли насилие, совершали убийства в ответ на убийства своих коллег. Они так и не были привлечены к ответственности по закону, хотя в сенате Техаса им были предъявлены обвинения.
Во время Второй мировой войны в долине было два крупных военных учебных центра в Браунсвилле и Харлингене.

### Послевоенное и нынешнее время

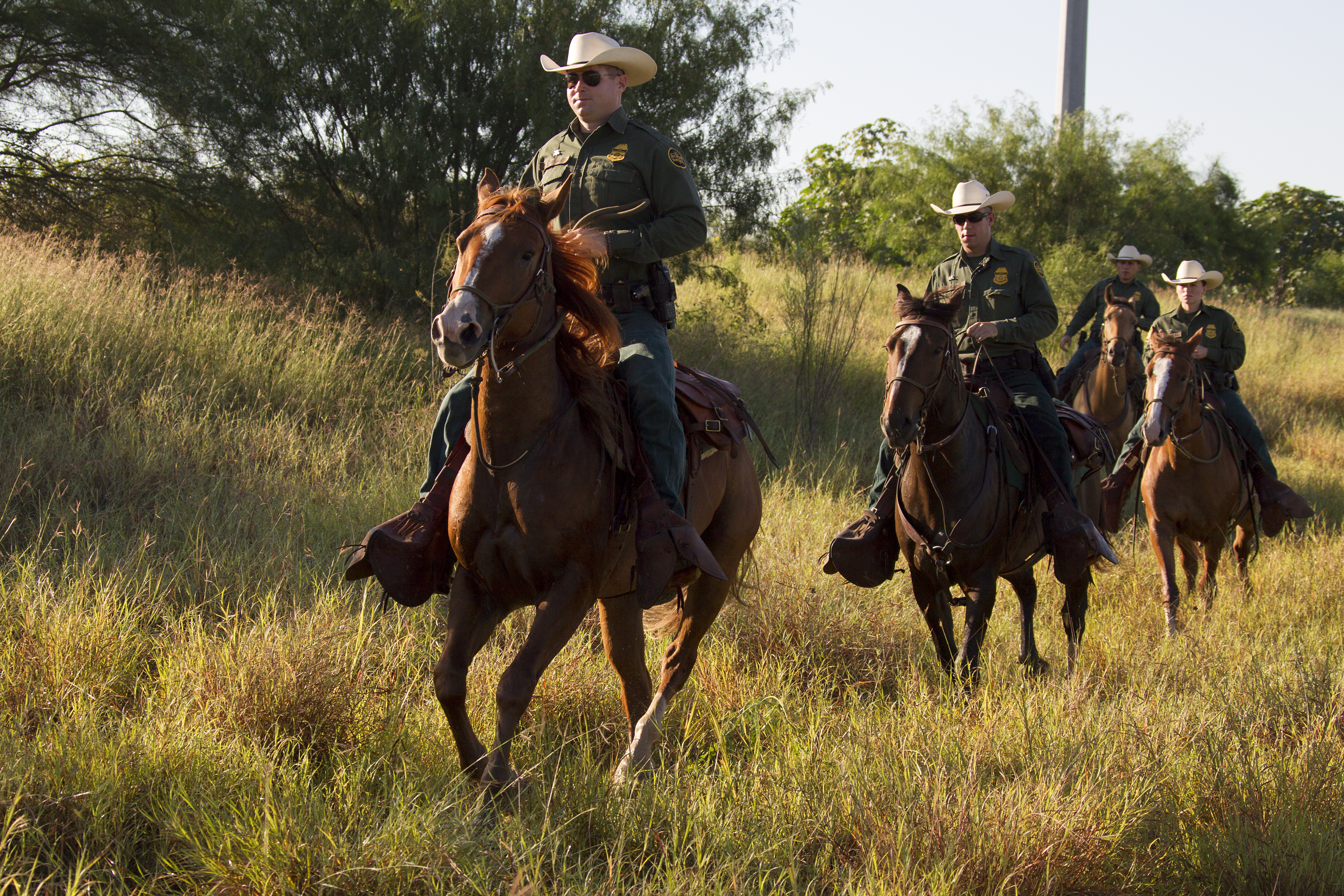
Офицеры патрульной службы США неподалёку от Мак-Аллена

В 1994 году было заключено соглашение между США, Мексикой и Канадой о создании Североамериканской зоны свободной торговли, известной как НАФТА. Соглашение должно было увеличить торговлю с Мексикой, поскольку оно отменило или снизило пошлины на различные мексиканские товары. Экспорт и импорт в регионе утроились, а положительное сальдо торгового баланса составило 75 миллиардов долларов США. Долина Рио-Гранде получила выгоду от НАФТА в сфере розничной торговли, производства и транспорта. Из-за притока экспорта и увеличения числа рабочих мест в долину устремились как легальные, так и недокументированные мигранты. По данным Акинлоя Акиндайоми в книге «Насилие, связанное с наркотиками в Мексике, и его влияние на финансовые реалии на приграничные города Техаса: данные из округов долины Рио-Гранде» (англ. Drug violence in Mexico and its impact on the fiscal realities of border cities in Texas: evidence from Rio Grande Valley counties, НАФТА также косвенно способствовала росту контрабанды наркотиков между картелями в регионе, при этом картели получили прибыль более 80 миллиардов долларов. В 2018 году при президентстве Дональда Трампа НАФТА была заменена соглашением США, Мексики и Канады о свободной торговле (USMCA).

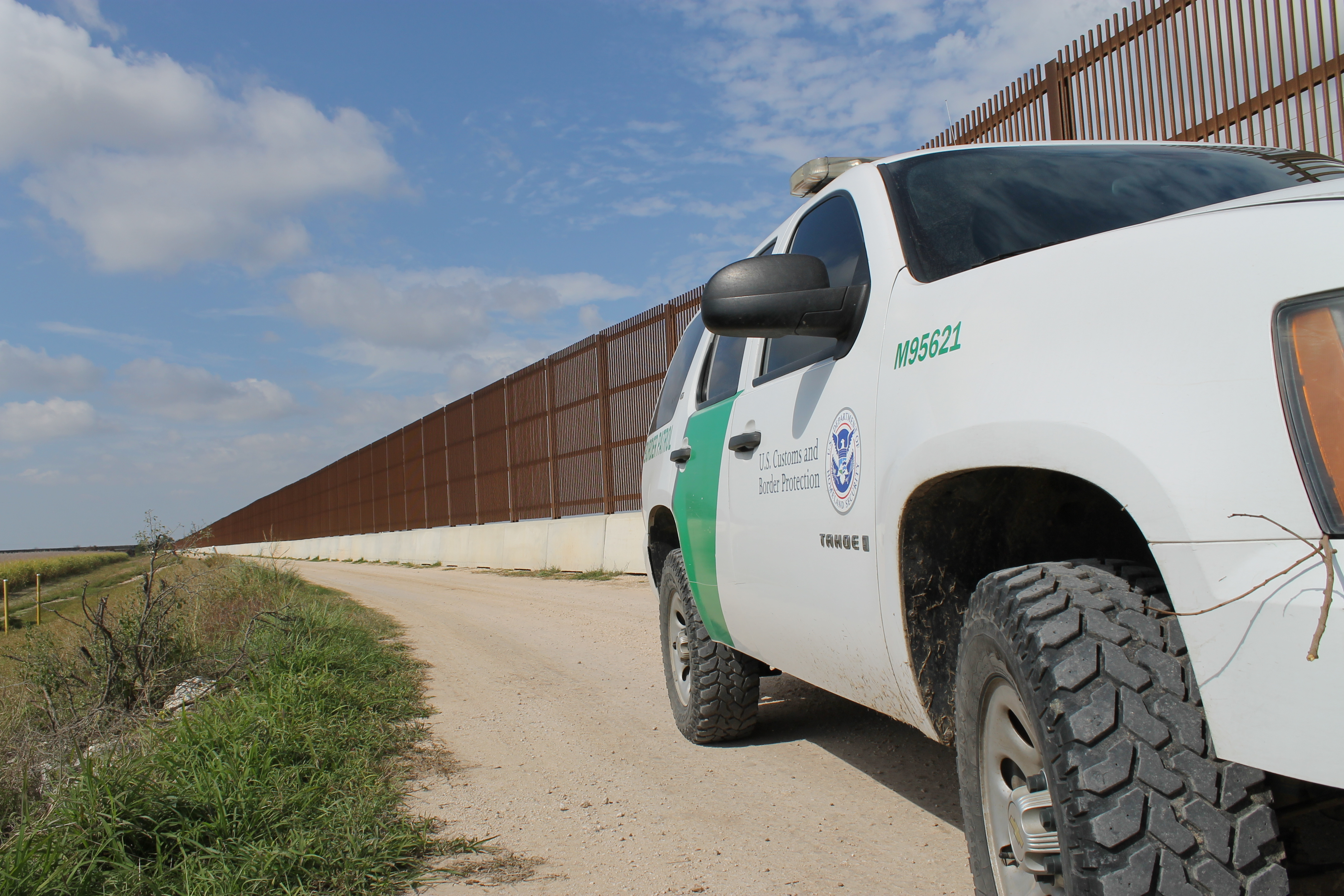
Машина пограничного патруля США около участка Американо-мексиканской стены

После терактов 11 сентября 2001 года законом о безопасности таможенной границы 2001 года были созданы внутренние контрольно-пропускные пункты пограничного патруля США, часть которых расположена в северной части долины Рио-Гранде. Это позволило создать вторую линию защиты в условиях постоянно растущей изощренности контрабандистов. В 2019 году некоммерческая организация «Мы строим стену» собрала деньги и начала строительство участка пограничной стены в долине. Местные жители выразили обеспокоенность по поводу проекта, в том числе из-за его близости к Национальному центру бабочек и возможности сезонного затопления Рио-Гранде. Международная комиссия по границам и водным ресурсам приказала организации прекратить строительство до тех пор, пока они не проверяют, нарушает ли оно договор об урегулировании остающихся пограничных разногласий 1970 года.